# Bandera de Alderney

Bandera de Alderney.

La bandera de Alderney fue adoptada el 20 de diciembre de 1993. Consiste en un paño de color blanco con la Cruz de San Jorge (de color rojo y con sus brazos iguales). En la parte central de la bandera aparecen representados, formando un círculo, los elementos del escudo de Alderney (con algunas modificaciones): un campo de sinople (color verde) con una bordura de oro (color amarillo o dorado) con un león rampante también de oro, linguado, uñado, armado y coronado de gules y portando una rama.
En el escudo sustituye el color verde (sínople en terminología heráldica) por el azul (azur).
- Datos: Q914010